# NGC 3009
NGC 3009 — галактика в созвездии Большой Медведицы. Открыта Джоном Гершелем в 1828 году.

## Варианты идентификации
По разным данным, запись NGC 3009 в Новом общем каталоге может относиться к двум разным галактикам: PGC 28303 и PGC 28330. Обычно принят первый вариант, в частности, он реализован в базе данных SIMBAD, однако, по всей видимости, галактикой, которую открыл Гершель, является PGC 28330.

### PGC 28303
PGC 28303 (другие обозначения — UGC 5264, MCG 7-20-62, ZWG 239.33, KUG 0947+445A) — спиральная галактика. Её морфологический индекс равен 4, она имеет 4 спиральных рукава, причём рукав, расположенный к северу, менее выражен. Рукава довольно гладкие, без большого количества областей H II на их фоне. Галактика расположена в не слишком плотной группе с другими небольшими галактиками, но следов приливного взаимодействия в галактиках группы не наблюдается.

### PGC 28330
PGC 28330 — линзовидная галактика с видимой звёздной величиной 14,5m. В базе данных SIMBAD она обозначена как NGC 3010.